# توماس إس. راي
توماس إس. راي (بالإنجليزية: Thomas S. Ray)‏ هو عالم بيئة وعالم حاسوب وأحيائي أمريكي، ولد في 21 سبتمبر 1954 في نورمان في الولايات المتحدة.